# Ghatanji
Ghatanji là một thành phố và là nơi đặt hội đồng đô thị (municipal council) của quận Yavatmal thuộc bang Maharashtra, Ấn Độ.

## Địa lý
Ghatanji có vị trí 20°08′B 78°19′Đ / 20,13°B 78,32°Đ Nó có độ cao trung bình là 274 mét (898 feet).

## Nhân khẩu
Theo điều tra dân số năm 2001 của Ấn Độ, Ghatanji có dân số 19.347 người. Phái nam chiếm 52% tổng số dân và phái nữ chiếm 48%. Ghatanji có tỷ lệ 74% biết đọc biết viết, cao hơn tỷ lệ trung bình toàn quốc là 59,5%: tỷ lệ cho phái nam là 80%, và tỷ lệ cho phái nữ là 68%. Tại Ghatanji, 12% dân số nhỏ hơn 6 tuổi.